# Resolutie 577 Veiligheidsraad Verenigde Naties
Resolutie 577 van de Veiligheidsraad van de Verenigde Naties werd unaniem aangenomen op 6 december 1985. Dit gebeurde na een aparte stemming over paragraaf °6.

## Achtergrond
In 1968 hadden de Verenigde Naties het mandaat dat Zuid-Afrika over Namibië had gekregen beëindigd. Het land weigerde echter te vertrekken, waarna de VN de Zuid-Afrikaanse administratie in Namibië illegaal verklaarden en Zuid-Afrika een wapenembargo oplegden. De buurlanden van Namibië die de Namibische onafhankelijkheidsstrijd steunden werden door Zuid-Afrika geïntimideerd met geregelde militaire invasies.

## Inhoud
De Veiligheidsraad:
- Heeft het rapport van de Onderzoekscommissie bestudeerd.
- Heeft de verklaring van Angola overwogen.
- Is erg bezorgd over de talrijke daden van agressie van Zuid-Afrika tegen Angola.
- Betreurt de doden en is bezorgd om de aangerichte schade.
- Is ervan overtuigd dat de agressie deel uitmaakt van een patroon van geweld dat is bedoeld om de economie van Angola te schaden en de Angolese steun aan de vrijheidsstrijd in Namibië te verzwakken.
- Herinnert aan de resoluties 571 en 574 die de invasies in Angola veroordeelde.
- Herbevestigt dat de agressie de wereldvrede bedreigt.
- Weet dat maatregelen moeten worden genomen voor de wereldvrede.

1. Onderschrijft het rapport van de Onderzoekscommissie en bedankt haar leden.
2. Veroordeelt de Zuid-Afrikaanse agressie tegen Angola.
3. Veroordeelt ook het gebruik van het illegaal bezette Namibië als uitvalsbasis.
4. Eist nogmaals dat Zuid-Afrika zich onmiddellijk uit Angola terugtrekt.
5. Looft Angola's steun aan het Namibische volk in hun strijd tegen de illegale bezetting van hun grondgebied door Zuid-Afrika.
6. Vraagt de lidstaten Angola te helpen met het versterken van haar verdediging.
7. Eist dat Zuid-Afrika de schade volledig vergoedt.
8. Vraagt de lidstaten en internationale organisaties Angola te helpen met de heropbouw.
9. Vraagt de secretaris-generaal de situatie op de voet te volgen en uiterlijk tegen 30 juni 1986 te rapporteren over de uitvoering van deze resolutie; in het bijzonder de paragrafen °7 en °8.
10. Besluit om op de hoogte te blijven.

## Verwante resoluties
- Resolutie 572 Veiligheidsraad Verenigde Naties
- Resolutie 574 Veiligheidsraad Verenigde Naties
- Resolutie 580 Veiligheidsraad Verenigde Naties
- Resolutie 581 Veiligheidsraad Verenigde Naties

Lijst ·  560 ·  561 ·  562 ·  563 ·  564 ·  565 ·  566 ·  567 ·  568 ·  569 ·  570 ·  571 ·  572 ·  573 ·  574 ·  575 ·  576 ·  577 ·  578 ·  579 ·  580